# Lalendorf
Lalendorf är den enligt ytan största kommunen i distriktet Rostock. Den ligger i den geografiska mitten av förbundslandet Mecklenburg-Vorpommern i Tyskland.
Kommunen ingår i kommunalförbundet Amt Krakow am See tillsammans med kommunerna Dobbin-Linstow, Hoppenrade, Krakow am See och Kuchelmiß.

## Kommundelar
| - Alt Krassow - Bansow - Dersentin - Friedrichshagen - Gremmelin - Lübsee - Mamerow - Neu Krassow - Neu Zierhagen - Niegleve | - Nienhagen - Raden - Reinshagen - Roggow - Schlieffenberg - Tolzin - Vietgest - Vogelsang - Wattmannshagen |